# Theo N. Waubke
Theodor Nikolaus Waubke (* 27. April 1928 in Bielefeld; † 3. Januar 2005 in Essen) war ein deutscher Ophthalmologe.

## Leben
Waubke war Assistenz- und Oberarzt in Heidelberg, Hamburg und Dortmund. Über Gerd Meyer-Schwickerath kam er 1966 an die Städtischen Krankenanstalten Essen, die 1963 zur zweiten medizinischen Fakultät der Westfälischen Wilhelms-Universität Münster geworden waren. 1972 nahm er den neu eingerichteten zweiten Lehrstuhl für Augenheilkunde an der Universität-Gesamthochschule Essen ein. Von 1985 bis zu seiner Emeritierung im Juli 1993 war er Direktor der Essener Universitäts-Augenklinik. Ein Sohn ist Orthopäde in Essen.

## Ehrungen
- Verdienstorden der Bundesrepublik Deutschland, Verdienstkreuz 1. Klasse
- Wahl in die Deutsche Akademie der Naturforscher Leopoldina (1986)
- Ehrenmitglied der Deutschen Ophthalmologischen Gesellschaft (1994)